# Yamaha 50 DT
 (décembre 2021).
Si vous disposez d'ouvrages ou d'articles de référence ou si vous connaissez des sites web de qualité traitant du thème abordé ici, merci de compléter l'article en donnant les références utiles à sa vérifiabilité et en les liant à la section « Notes et références ».
La DT 50 est un modèle de cyclomoteur du constructeur japonais Yamaha produit de 1978 à 2012.

## Description
La DT50 a été commercialisée en 1978. Au fil de sa carrière, elle a été déclinée en plusieurs versions et a subi plusieurs évolutions.

## Histoire
L'histoire de cette machine est assez compliquée. Le premier modèle, la DT50M, vendue dès 1978 a tout pour plaire : une esthétique identique à sa grande sœur la DT125MX et une boîte de vitesses manuelle à quatre rapports (toutes vers le haut). Le succès est immédiat : plus de dix mille machines vendues la première année et plus de quinze mille l'année suivante en France. Les jeunes s'empressent de démonter les pédales, obligatoires à l'époque.
En 1980, le décret d’application 80-14 interdisant la boîte de vitesses pour cette cylindrée au profit de son homologue automatique va nettement freiner les ventes. Yamaha réagit et propose ainsi une déclinaison automatique (muni d'un variateur et d'un embrayage centrifuge similaire aux scooters) de la DT50, spécifiquement pour le marché français et fabriqué par l'usine Motobécane. La version manuelle passe à cinq rapports et ne sera pas importée en France.
Après la disparition de l'obligation des pédales en 1983, la DT sera régulièrement modernisée. Elle adoptera notamment une suspension arrière mono-amortisseur. L'allumage à rupteur cède sa place à l'électronique à CDI en 1985. Celui-ci présentera la particularité d'être bridée afin de ne pas dépasser la vitesse maximum autorisée pour un cyclomoteur. En 1988, l’esthétique évolue et se rapproche des modèles actuels. Le phare rond cède sa place au phare carré caréné.
Le modèle à variateur cesse d'être produit en 1991 ; il aura séduit plus de 70 000 jeunes Français. Ce modèle spécifique (tout comme le modèle à boite manuelle non importé en France) est aujourd'hui recherché par les collectionneurs.
En 1996, les boites manuelles sont de nouveau autorisées sur les cyclomoteurs français. Yamaha réintroduit le DT50 cinq vitesses à moteur Yamaha en 1996 jusqu'en 1997.
De 1998 à 2003, Yamaha commercialise les modèles à moteur AM6, six vitesses manuelles, très performants. Toujours à cadre tubulaire.
Les modèles actuels existent depuis 2003, similaires aux modèles précédents mais avec un cadre renforcé rectangulaire.

## Modèles d'après 2003
La DT 50 R (enduro) et la DT 50 X (supermotard). Il n'y a que peu de différences entre ces deux modèles, seuls quelques éléments diffèrent du premier au second modèle, comme le disque de frein avant de 260 mm de diamètre, le bras oscillant, les jantes 17 pouces, la silhouette plus basse pour affirmer le look « supermotard ».
La DT 50 est, hormis la décoration, exactement la même machine que le Xlimit de MBK ou les XTM et XTE de Malaguti.
Ces deux motos sont dotées d'un moteur parmi les plus performants de la catégorie, car une fois débridées, la vitesse de pointe passe de 45 à 85 km/h.
Le prix varie entre 2 500 € en 2005 à 2 700 € en 2007 pour la DT 50 X et entre 2 400 € en 2005 à 2 600 € en 2007 pour la DT 50 R.

## Nouvelles normes d'émissions
La DT 50 étant animée par un moteur deux temps, elle a été condamnée par les nouvelles normes d'émissions et est sortie du catalogue Yamaha en 2012. Yamaha a préféré ne pas faire des investissements lourds et a arrêté la production de 50 à boîte (tout comme Peugeot) pour se concentrer uniquement sur les scooters. Avec l'arrivée de la norme Euro 4 en 2018, Yamaha a également annoncé le retrait de son catalogue de l'ensemble de sa gamme scooter 50 deux temps durant l'année 2017.
Une alternative aurait été de remplacer le moteur deux temps par un moteur quatre temps peu polluant mais aussi beaucoup plus poussif. Une version quatre temps n'aurait ainsi que peu d'attrait pour les jeunes, cible principale de cette machine.